# Partit de la Resurrecció Nacional
El Partit de la Resurrecció Nacional (en lituà Tautos Prisikėlimo Partija, TPP) va ser un partit polític de Lituània d'ideologia centrista fundat el 2008. El partit era dirigit per l'ex artista i productor Arūnas Valinskas. Una part del partit, liderat per Valinskas, s'integraria al Partit Cristià al 2010, mentre que el TPP oficialment es fusionaria amb la Unió Centrista i Liberal.

## Història
A les eleccions legislatives lituanes de 2008 el partit va obtenir el 15,09% dels vots i 13 escons. A la segona volta el partit va guanyar 3 escons addicionals arribant així a 16 diputats. El partit va participar en la coalició de govern, juntament amb la Unió Patriòtica - Democristians Lituans i el Moviment dels Liberals dirigit per Andrius Kubilius.
Durant la legislatura el partit va patir una forta crisi interna per la crítica d'un sector al lideratge autoritari de Valinskas, que havia aturat recentment l'adopció d'uns nous estatus. Independentment, Valinskas va ser reelegit com a president del partit sense oposició en una conferència del partit el 15 de març, que també va aprovar una llista dels candidats del partit per a les eleccions al Parlament Europeu de 2009 .
El conflicte intern del partit i la seva percepció d'incapacitat de govern van afectar greument als resultats de les eleccions europees, aconseguint només un 1% dels vots i cap representant. Després de les eleccions, el partit va considerar abandonar la coalició, i els opositors a Valinskas van guanyar el control tant de la direcció com del grup parlamentari.
El 15 de juliol, set membres del grup parlamentari de la facció de Valinskas, incloent ell mateix, van suspendre la seva pertinença i van formar el Grup Parlamentari "Roure" (en lituà: Ąžuolo frakcija ). Com a resultat, el grup parlamentari del partit va retirar la seva confiança en els seus propis ministres i va amenaçar amb la sortida de la coalició. En resposta, Valinskas va retirar del partit quatre membres del grup parlamentari del TPP, inclòs el president del grup Laimontas Dinius. Dinius, en resposta, va demanar una sessió d'urgència de la direcció del partit plantejant l'expulsió de Valinskas.
En mig d'aquesta crisi, una polèmica va esclatar quan tant Dinius com Valinskas van ser relacionats amb tractes de favor a l'empresari Gediminas Žiemelis i vincles amb Els Doctors, una màfia de Kaunas. Com a conseqüència, la Presidenta Dalia Grybauskaitė va demanar la dimissió de Valinskas com a president del Seimas, que ho va refusar, forçant la seva retirada en votació per majoria.
Després de la votació, el grup parlamentari dissident "Roure" va tornar a adoptar el nom de Grup del Partit de la Resurrecció Nacional, mentre que el propi partit el modificava al seu torn per Una Lituània (Viena Lietuva). La facció dissident va participar finalment en la creació del nou Partit Cristià al 2010, mentre que el partit oficial va apropar-se a la Unió Centrista i Liberal, formant un grup parlamentari conjunt. Al setembre de 2011 s'anunciaria la seva fusió, que es faria efectiva el 10 de desembre.

## Resultats electorals

### Seimas
| Any  | Líder            | Vots    | %          | Escons   | +/– | Govern   |
| ---- | ---------------- | ------- | ---------- | -------- | --- | -------- |
| 2008 | Arūnas Valinskas | 186,629 | 15.09 (#2) | 16 / 141 | Nou | Coalició |

### Parlament Europeu
| Any  | Vots  | %          | Escons | +/– |
| ---- | ----- | ---------- | ------ | --- |
| 2009 | 5,717 | 1.04 (#14) | 0 / 12 | Nou |